# Jetset
Jet set je usvojenica i opisuje pripadnike vrlo imućnog društvenog sloja, u čiji životni stil spadaju česta putovanja na ekskluzivne međunarodne lokacije. Stil opisuje i javno uživanje u luksuzu i zabavama kojima većina ljudi nema pristup. Izraz potiče iz engleskog jezika, odnosno riječi jet koja je označavala mlazni zrakoplov. Nastao je 1950.-ih kada su se pojavile prve komercijalne zrakoplovne-linije s interkontinentalnim destinacijama koje su tada iz financijskih razloga bile nedostupne prosječnim građanima zapadnih zemalja. Pripadnici jet set društva su tada mogli relativno brzo, sigurno i često putovati između najvećih metropola kao što su New York, Los Angeles, London, Pariz i Rim te sudjelovati u njihovom društvenom životu.